# Mirela Nicolau
Mirela Nicolau (n. 1 aprilie 1957) este o actriță română de teatru și film.
A studiat la Universitatea Națională de Artă Teatrală și Cinematografică „Ion Luca Caragiale” din București și în prezent este actriță la Teatrul Evreiesc de Stat din București. Este cunoscută publicului larg datorită rolului soacrei lui Celentano, din serialul Las Fierbinți.
A interpretat peste 50 de roluri în teatru și televiziune, printre care:
- Lady Milford (Intrigă și iubire, de Friedrich Schiller)
- Martha (Cui i-e frică de Virginia Woolf?, de Edward Albee)
- Zița și Veta (O noapte furtunoasă, de I. L. Caragiale, în două montări diferite)
- Mița Baston (D’ale carnavalului, de I. L. Caragiale)
- Efimița (Conu Leonida față cu reacțiunea, de I. L. Caragiale)
- teatru TV (Yerma de Garcia Lorca, Podul de D. R. Popescu)
- o serie de roluri în seriale (Narcisa sălbatică, Gașca, Las Fierbinți)

A fost producător TV și a lucrat ca profesor de actorie la Școala de Arte. A fost nominalizată pentru rolul Sabinei din Tortured for Christ - The Nazi Years (2021) la 2021 CIFF Award, categoria Best Supporting Actress.